# Pseudosaproecius dicerus
Pseudosaproecius dicerus là một loài bọ cánh cứng trong họ Bọ hung (Scarabaeidae).